# KATV-toren
De KATV-toren was een tv-mast in Redfield, een plaats in Arkansas. De mast heeft een hoogte van 609,6 meter en werd gebouwd in 1965. Volgens de FCC-registratie en enkele andere bronnen vond de bouw plaats in 1967, dit is echter niet juist. Ook van de andere tv-mast bij Redfield, de Clear Channel Broadcasting Tower Redfield, staat een verkeerd bouwjaar in de FCC-registratie.
Op 11 januari 2007 stortte de mast door een nog onbekende oorzaak in elkaar. 
Toen de mast werd gebouwd, was deze na de KVLY-tv-mast het hoogste bouwwerk ter wereld. Later werden nog vijftien ander masten van deze hoogte gebouwd, waarmee de mast in 2007 gezamenlijk wereldwijd op de zesde plaats staat op de ranglijst van hoogste gebouwen.